# Джони Хейнс
Джон Нормън „Джони“ Хейнс (на английски: John Norman 'Johnny' Haynes, роден на 17 октомври 1934 г. в Кентиш Таун, Англия, починал на 18 октомври 2005 г. в Единбург, Шотландия, е бивш английски футболист, нападател. Считан е за най-великия играч в историята на Фулъм и е рекордьор по мачове за тима във всички турнири – 658, а по голове (158) е на второ място. Хейнс е първият футболист в страната, който получава 100 паунда седмично след премахването на тавана на заплатите от 20 паунда през 1961 г. За него Пеле казва, че е най-добрият подавач, който някога е виждал. Във върха на кариета на Хейнс, отборът на Фулъм често е наричан „Хейнс и десетима други“. Член е на Английската футболна зала на славата.

## Клубна кариера
Хейнс се присъединява към Фулъм през 1950 г., година по-късно подписва първия си професионален договор и дебютира за първия отбор в края на декември 1952 г. През първите си години в отбора отбелязва немалко голове (включително 9 хеттрика – рекорд във Фулъм, два пъти по четири гола и веднъж пет), но самият той твърди, че предпочита да дава голови пасове вместо сам да отбелязва. Най-силният му откъм голове сезон е 1958/1959, когато с 26 гола в 34 мача помага на Фулъм да завърши на второ място във Втора английска дивизия и да спечели промоция. През 1961 г. финишира на трето място в анкетата за Златната топка след Омар Сивори и Луис Суарес. Хейнс получава оферти от отбори като Милан (трансферна сума от 80000 паунда – двойно повече от рекорда по това време и договор, който е щял да го направи най-скъпоплатеният футболист в света), Арсенал и Тотнъм, но предпочита да остане във Фулъм. Тежка катастрофа едва не слага край на кариерата му през 1962 г., когато при внезапен порив на вятъра на крайбрежната улица в Блакпул автомобилът, в който пътува, застава на пътя на друг автомобил. Хейнс е с два счупени крака и контузия на коляното, но въпреки мрачните прогнози успява да се завърне във футбола, макар и вече загубил от бързината си. Остава във Фулъм до началото на 1970 г., когато тимът вече играе в Трета английска дивизия, като в този момент освен рекордьор по мачове е и такъв по голове – до 1989 г., когато е задминат по втория показател от Гордън Дейвис. След уволнението на Боби Робсън през 1968 г. поема временно поста на старши треньор. След Фулъм играе за южноафриканския Дърбан Сити, с който става шампион в Националната футболна лига.

## Кариера в националния отбор
Хейнс е първият английски футболист, минал през всички национални гарнитури – за деца, юноши, младежи, Б и А отбора на страната. За А националния отбор дебютира с гол на 2 октомври 1954 г. при победата с 2:0 над Северна Ирландия. Изиграва 56 мача и отбелязва 18 гола. В 22 мача е капитан, въпреки че някои от тях са по времето, в което Фулъм се намира във Втора английска дивизия. Участва на световните първенства през 1958 и 1962 г. (на второто като капитан) и записва участие в общо осем мача (с един гол). След катастрофата не играе повече за националния отбор.

## Успехи
Фулъм
- Втора английска дивизия:
  - Вицешампион (1): 1959

 Дърбан Сити
- Национална футболна лига:
  - Шампион (1): 1970

Индивидуални отличия
- Член на Английската футболна зала на славата: 2002